# بیمه عمومی

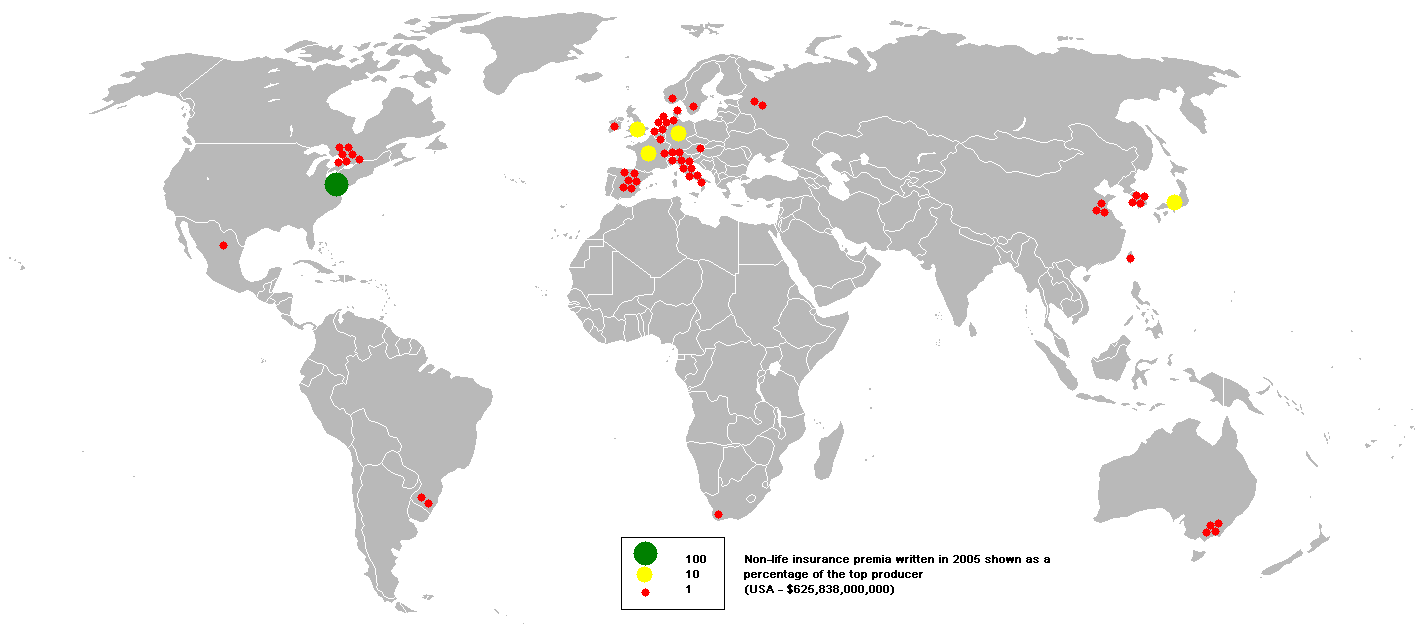
مناطق دارای بیشترین ارائه بیمه عمومی در سال ۲۰۰۵

بیمه عمومی (به انگلیسی: General insurance) انواع مختلف بیمه شامل بیمه اتومبیل، بیمه اموال، بیمه خانه و بیمه اتکایی، به غیر از بیمه عمر را در بر می‌گیرد، که مفهوم آن پرداخت مبلغ تعیین‌شده در قرارداد میان بیمه‌شونده و کارگزار بیمه در زمان بروز وقایع خاص است. به‌طور معمول بیمه عمومی شامل بیمه خودرو و بیمه خانه می‌باشد.